# Італо-іспанська колода

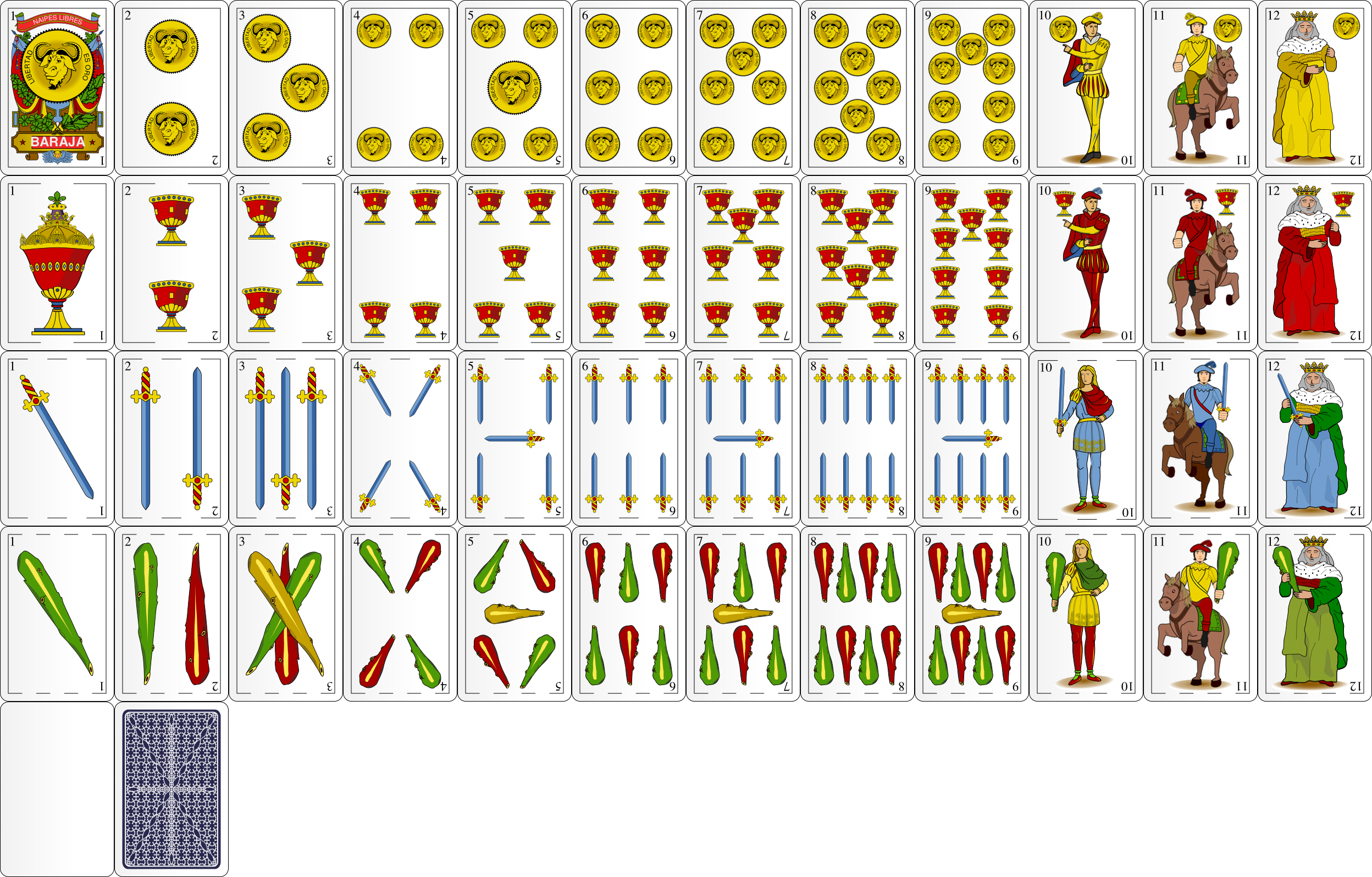
Іспанська колода з 48 карт.

Італо-іспанська колода — варіант 40-карткової колоди, що використовується для традиційних картівних ігор. Сьогодні вона поширена в Італії, Іспанії, Португалії, а також має обмежене поширення на заході Франції та у країнах Латинської Америки.

## Історія
Перші гральні карти з'явилися на території сучасного Китаю, надалі карти поширилися Близьким Сходом, а потім проникли й на всю територію Мамелюцького Єгипту. Саме арабська культура в XIV столітті принесла карти на Піренейський півострів. Їхня назва — naipes — походить від араб. nā'ib, як називали карти в Мамелюцькому султанаті. Масті схожі на колоди північної Італії та на італійські карти таро. Ця колода використовується в окультизмі й гаданні в багатьох країнах Латинської Америки, але разом із цим також активно в картівних іграх.

## Склад
Відмінною особливістю колоди є використання нестандартних символів мастей:
|  | Мечі (піки)    |  | Кубки (чирви)  |
|  | Палиці (трефи) |  | Монети (бубни) |

Колода має 48 карт. Існує 9 значень числових карт (від 1 до 9) і 3 старші карти (10—12). Зазвичай колода продається із двома comodines (джокерами), і загальна чисельність карт сягає 50. Три старші карти, які відповідають французьким валету, дамі й королю та мають ідентичні значення, називаються sota (малюнок на ній зображує пажа чи зброяра), caballo («кінь», іноді «кавалер» або лицар) и rey (король). Також існують малі колоди з 40 карт, у яких відсутні вісімки, дев'ятки та джокери. У старих гральних колодах траплялися старші карти під назою reina (королева), що за значенням була вищою за caballo. У цих колодах нема ні чисел, ні навіть літер на старших картах.
Масть іспанських карт можна визначити й за рамкою, яка оточує зображення на карті: якщо вона переривчаста («la pinta») один раз — це келихи, двічі — мечі, тричі — палиці, а зовсім непереривчаста — монети (зараз іноді масті позначаються смужками (las rayas): 1 смужка — oros, 2 — copas, 3 — espadas, 4 — bastos). Це позначення одержало прізвисько «la pinta», що посилається на вислів: le conocí por la pinta («Я знав його за його розміткою»). La pinta вперше з'явилася в середині XVII століття.
Також зустрічається французька колода з 52 карт, але з іспанськими картинками.